# Кристиан Гюнтер II (Шварцбург-Арнщат)
Кристиан Гюнтер II фон Шварцбург-Арнщат Благочестиви (на немски: Christian Günther II von Schwarzburg-Sondershausen zu Arnstadt; * 1 април 1616; † 10 септември 1666) от фамилията Дом Шварцбург управлява като граф Шварцбург-Зондерсхаузен с резиденция в град Арнщат от 1642 г. до смъртта си.
Той е големият син на граф Кристиан Гюнтер I фон Шварцбург-Зондерсхаузен (1578 – 1642) и съпругата му Анна Сибила фон Шварцбург-Рудолщат (1584 – 1623), дъщеря на граф Албрехт VII фон Шварцбург-Рудолщат.
След смъртта на баща му през 1642 г. Кристиан Гюнтер II и братята му си поделят графството. Той получава горната част на графството с градът резиденция Арнщат. Антон Гюнтер I получава долната част на Шварцбург-Зондерсхаузен с изключение на селищата, които получава Лудвиг Гюнтер II.

## Фамилия
Кристиан Гюнтер II се жени на 28 февруари 1645 г. в Арнщат за София Доротея фон Мьорсперг (* 1624; † 11 април 1685 в Арнщат), дъщеря на граф Георг фон Мьорсперг и Бефорт († 1648) и Доротея Сузана фон Глайхен († 1638), и има децата:
- Сибила Юлиана (1646 – 1698), ∞ 2/21 април 1668 г. граф Хайнрих I Роус-Оберграйц (1668 – 1681)
- София Доротея (1647 – 1708), ∞ 10 юни 1672 г. граф Ернст фон Щолберг-Илзенбург (1650 – 1710)
- Клара Сабина (1648 – 1698)
- Кристина Елизабет (1651 – 1670)
- Катарина Елеонора (1653 – 1685)
- Йохан Гюнтер IV (1654 – 1669), граф на Арнщат (1666 – 1669), умира неженен и бездетен